# 라그랑주 괄호
라그랑주 괄호(Lagrange bracket)는 조제프루이 라그랑주가 고전역학을 새롭게 공식화 하면서 도입한 개념으로, 푸아송 괄호와 가까이 관련되어 있다. 하지만, 푸아송 괄호와 달리 더 이상 자주 사용되진 않는다.

## 정의
(q1, …, qn, p1, …, pn)를 위상 공간의 정준좌표라 하자. 모든 정준좌표가 두 변수 u와 v로 표현 가능할 때, 라그랑주 괄호는 다음과 같이 정의한다.
{\displaystyle [u,v]_{p,q}=\sum _{i=1}^{n}\left({\frac {\partial q_{i}}{\partial u}}{\frac {\partial p_{i}}{\partial v}}-{\frac {\partial p_{i}}{\partial u}}{\frac {\partial q_{i}}{\partial v}}\right).}

## 성질
- 라그랑주 괄호는 정준좌표 (qi, pi)의 변환에 영향을 받지 않는다. (Qi, Pi)를 새로운 정준좌표라 하면,

{\displaystyle Q_{i}=Q_{i}(q_{i},p_{i}),P_{i}=P_{i}(q_{i},p_{i})}
는 정준변환이 되고, 이 변환에 대해선 라그랑주 괄호는 불변량이 된다. 즉,
{\displaystyle [u,v]_{q,p}=[u,v]_{Q,P}.}
이다. 때문에, 아래첨자로 표시된 정준좌표는 자주 생략되기도 한다.
- Ω를 2n차원의 위상 공간 W의 심플렉틱 형식이라 하고 u1,…,u2n이 W상의 계의 좌표라고 하자. 이 때, 정준좌표 (qi, pi)는 좌표 u에 대한 함수로 나타낼 수 있고, 아래의 라그랑주 괄호로 정의된 행렬

{\displaystyle [u_{i},u_{j}]_{p,q},\quad 1\leq i,j\leq 2n}
은 Ω를 텐서로 취급할 때의 좌표 u로 기술된 성분을 의미한다. 이 행렬의 역행렬은 좌표 u위에서 다음과 같은 푸아송 괄호 {·,·}로 정의된 행렬을 의미하게 된다.
{\displaystyle \{u_{i},u_{j}\},\quad 1\leq i,j\leq 2n}
이를 수식으로 쓰면 다음과 같다.
{\displaystyle \sum _{i}^{2}n\{u_{i},u_{j}\}[u_{i},u_{k}]_{p,q}=\delta _{jk}}
여기서 δjk는 크로네커 델타이다.
- 위의 성질에 대한 따름정리로 위상 공간의 좌표 (Q1, …, Qn, P1, …, Pn)이 정준좌표이면 좌표 사이의 라그랑주 괄호는

{\displaystyle [Q_{i},Q_{j}]_{p,q}=0,\quad [P_{i},P_{j}]_{p,q}=0,\quad [Q_{i},P_{j}]_{p,q}=-[P_{j},Q_{i}]_{p,q}=\delta _{ij}.}
이 되며, 이 역 또한 참이다.

## 같이 보기
- 라그랑주 역학
- 해밀턴 역학
- 푸아송 괄호

## 참고 문헌
- Cornelius Lanczos, The Variational Principles of Mechanics, Dover (1986), ISBN 0-486-65067-7.
- Iglesias, Patrick, Les origines du calcul symplectique chez Lagrange [The origins of symplectic calculus in Lagrange's work], L'Enseign. Math. (2) 44 (1998), no. 3-4, 257--277.